# Becklespinax altispinax
Becklespinax altispinax ("espina alta de Samuel Husband Beckles ") es la única especie conocida del dudoso género extinto Becklespinax de dinosaurios terópodos alosauroides, que vivió a comienzos del período Cretácico, hace 140 millones de años durante el Valanginiense, en lo que es hoy Europa. Basado en un espécimen tipo de tres vértebras con altas espinas halladas en 1884 en Sussex, Inglaterra, por el cazador de fósiles Samuel H. Beckles.

## Descripción
Paul en 1988 estimó provisionalmente que Acrocanthosaurus? altispinax pesaba una tonelada y era más corto que Acrocanthosaurus atokensis y que debió medir cerca de 8 metros de largo. Las tres vértebras de la espalda de Sussex tienen aproximadamente treinta y cinco centímetros con espinas neurales o procesos espinosos altos, casi tan altos como los de Ichthyovenator.  Estos muestran rugosidades irregulares en la tercio superior. Según Ralph Molnar, las dos espinas más cercanas al cráneo están anquilosadas o fusionadas. La espina dorsal más cercana está es de sólo dos tercios de la altura de los demás y parece que se ha roto, mientras que la columna vertebral de la espalda parece haber tenido una brecha. Molnar explicó como resultado de una lesión en una vela de la espalda, la herida debió haberse curado en vida. En 2003, Darren Naish dio una interpretación diferente, sugiriendo que la brecha era natural. Negó que las dos vértebras delanteras fueran anquilosadas, pero observó que las espinas de la undécima y la décima segunda vértebras se unían en la parte superior. Las espinas también se expanden transversalmente por encima, con una anchura de aproximadamente cincuenta y cinco milímetros. Naish también señaló que Owen había notado las grandes depresiones en los lados del arco neural y las había explicado como resultado de la neumaticidad, la primera vez que este fenómeno se habría observado explícitamente en un dinosaurio. En 2006, sin embargo, se informó que en 1837 Hermann von Meyer ya había comentado sobre este fenómeno en Saurischia en general. El descubrimiento de una cresta trasera que incorpora sólo dos vértebras altas en Concavenator, en 2010, permitió corroborar que la espina neural anterior de Becklespinax puede estar completa.

## Descubrimiento e investigación
Probablemente durante los comienzos de la década de 1850, el recolector de fósiles Samuel Husband Beckles descubrió algunos nódulos con huesos de dinosaurio en una cantera cerca de Battle, East Sussex. Estos fueron enviados al paleontólogo Richard Owen, quien los reportó en 1856. Owen tenía una litografía hecha por Joseph Dinkel del espécimen principal, una serie de tres vértebras de la espalda con altas espinas, cuya imagen fue también mostrada en la edición de 1884 de un volumen de 1855 de su trabajo con los reptiles fósiles británicos, llevando al malentendido de que los fósiles habían sido recuperados cerca del año 1884. Owen, quien refirió los especímenes a Megalosaurus bucklandii, pensó que las vértebras eran parte de la región de los hombros y se ha asumido que él debía saber ya del hallazgo por el año 1853, cuando dirigió las reconstrucciones de Benjamin Waterhouse Hawkins y llevó a que se pusiera una joroba en la espalda de la escultura de tamaño natural del Megalosaurus en el Palacio de Cristal, la cual a su vez inspiró otras reconstrucciones del siglo XIX.
El fósil, catalogado ahora como NHMUK R1828, fue encontrado en la formación de la arcilla de Wadhurst del grupo del lecho de Hastings que data de finales del Valanginiano. Consiste en una serie de tres vértebras dorsales posteriores. Owen también informó la presencia en los nódulos de dos costillas derechas y dos series adicionales de dos cuerpos vertebrales dorsales cada uno. Olshevsky pensó que el holotipo representaba la octava, novena y décima vértebra dorsal, Los investigadores posteriores, sin embargo, han asumido que son el décima, undécima y duodécima. En su catálogo de 1888 de fósiles de reptiles y anfibios alojados en el Museo de Historia Natural de Londres, Richard Lydekker mencionó estas vértebras de pasada al referirse a material del Supergrupo de Wealden y del Greensand inferior del sur de Inglaterra como Megalosaurus dunkeri, una especie cretácea representada por un solo diente encontrado en Alemania, pero él no refirió formalmente NHMUK R1828 a M. dunkeri. En 1923 Friedrich von Huene se refirió a las tres vértebras cuando nombró a Altispinax dunkeri, género que significa "espina alta" basado en su apariencia. Por lo tanto, muchos investigadores concluyeron que Megalosaurus dunkeri había recibido un nuevo nombre de género como Altispinax dunkeri, una combinación usada por primera vez en 1939 por Oskar Kuhn.

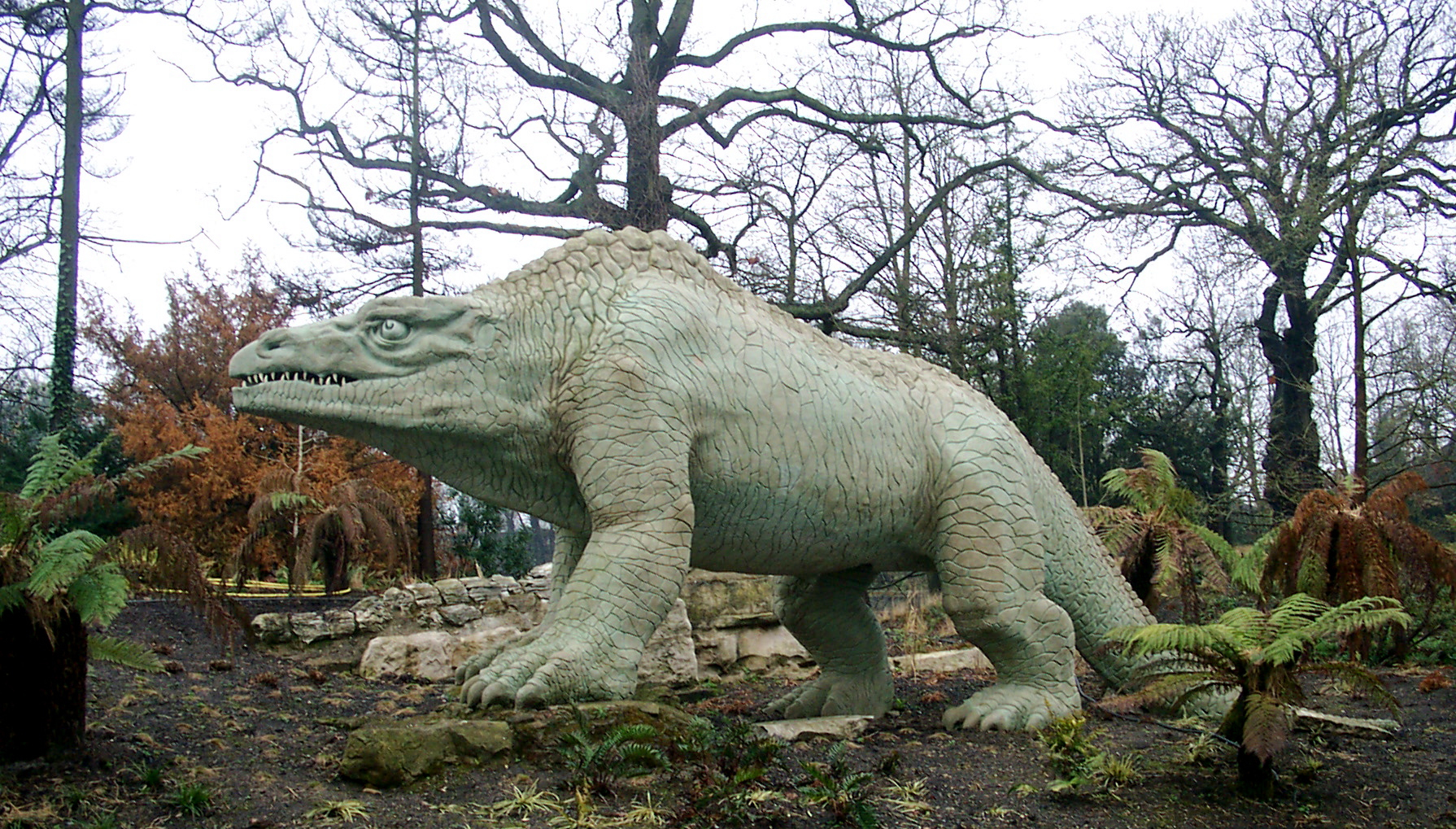
El modelo de Megalosaurus jorobado en el Palacio de Cristal, Londres

Investigadores posteriores consideraron Altispinax un nomen dubium porque solo un diente era no es diagnóstico, y no es comparable con las vértebras. Por lo tanto, las vértebras recibieron un nuevo nombre en 1988 por Gregory Paul, quien consideró que representaban una nueva especie posible de Acrocanthosaurus, que llamó Acrocanthosaurus? altispinax. El nombre específico se hizo deliberadamente idéntico al antiguo nombre genérico, para enfatizar que ambos se referían a las vértebras. Según lo indicado por el signo de interrogación, el propio Paul no estaba seguro acerca de esta asignación. Por esta razón, en 1991 un nuevo género, Becklespinax, fue nombrado para las vértebras por George Olshevsky, en honor del descubridor original, Beckles. La nueva combinación nombre de la especie de tipo Acrocanthosaurus? altispinax se convirtió así en Becklespinax altispinax. Los nombres de la especie Altispinax altispinax y Altispinax lydekkerhueneorum son sus sinónimos más modernos objetivos.
En 2016, un reexamen de esta complicada historia de clasificación fue publicado por Michael Maisch. Maisch concluyó que von Huene, cuando nombró a Altispinax dunkeri, deliberadamente basó la especie en las vértebras y no en el diente de Megalosaurus dunkeri. Debido a que ambas especies se basaron en diferentes especímenes tipos, los investigadores posteriores se equivocaron al considerarlos la misma especie. Más bien, según la interpretación de Maisch de las reglas de la ICZN, Altispinax dunkeri, basado en las vértebras de espinas altas y Megalosaurus dunkeri, basado en el diente de Alemania, son dos especies distintas que comparten el mismo nombre de especie. Debido a que los nombres posteriores creados por Paul y Olshevsky estaban basados en las mismas vértebras usadas para von Huene para nombrar Altispinax dunkeri, todos estos nombres posteriores deben ser considerados sinónimos más modernos objetivos, nombres diferentes para exactamente el mismo fósil y como Altispinax dunkeri ha sido nombrado primero, tiene prioridad como el nombre correcto para esta especie.

## Clasificación
Su clasificación ha sido difícil asignarla. Von Huene cuando nombró a Altispinax dunkeri, lo colocó en la superfamilia Megalosauroidea. Al asignar a las vértebras una nueva especie de Acrocanthosaurus, Acrocanthosaurus altispinax quedó comprendido dentro de Allosauria. Pero en 1991 fue reasignada a un nuevo género de metriacantosáurido, Becklespinax, por George Olshevsky, en honor a su descubridor, S. H. Beckles; y a la especie tipo Becklespinax altispinax aunque Olshevsky originalmente asignó Becklespinax a los Eustreptospondylidae. En 2003 Naish lo consideró un miembro del grupo Allosauroidea. La mayoría de los investigadores dan una colocación menos exacta como un Tetanurae incertae sedis.